# Muscolo estensore lungo dell'alluce
Nell'anatomia umana il muscolo estensore lungo dell'alluce è un muscolo della gamba anteriore.

## Anatomia
Si ritrova fra il muscolo tibiale anteriore e il muscolo estensore lungo delle dita. Ha sezione triangolare con base posteriore. Origina dal terzo medio della faccia mediale della fibula e dalla membrana interossea (con la base del "triangolo"); decorre verso il basso passando sotto i retinacoli dei muscoli estensori, e si inserisce sulla superficie dorsale della base della falange distale dell'alluce. Viene azionato dal Nervo peroneo profondo.

## Azione
Flette dorsalmente (estende) l'alluce e partecipa alla flessione dorsale del piede flettendo la parte mediale (movimento di supinazione).